# Krępulec (opaska uciskowa)

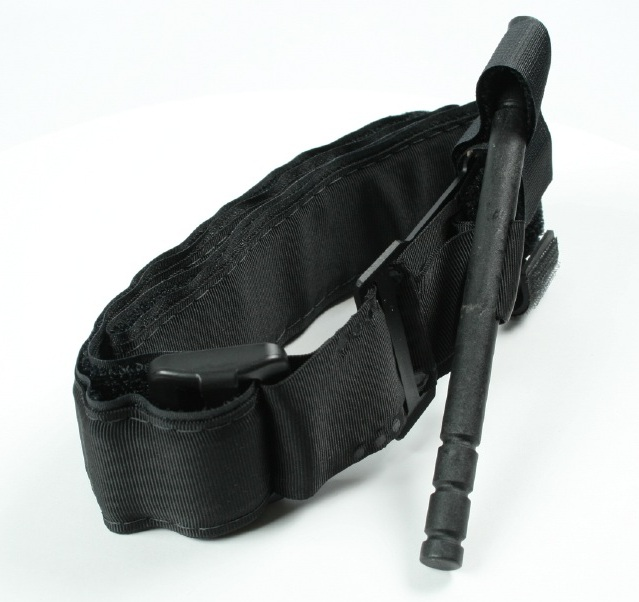
Współczesna staza taktyczna z widocznym krępulcem

Krępulec – opaska uciskowa nakładana w sytuacji nagłej na kończynę w celu zatrzymania krwotoku lub też element stazy taktycznej służący do jej zaciskania. 

## Historia
Pierwsze użycie krępulca w pourazowych krwawieniach zostało opisane przez francuskiego chirurga Etienne Morela podczas oblężenia Besançon w 1674 roku. W XIX wieku Joseph Lister oraz Friedrich von Esmarch zastosowali po raz pierwszy krępulec celem zmniejszenia krwawienia podczas zabiegów chirurgicznych na kończynach. Podczas I wojny światowej technika ta ze względu na duży procent powikłań została określona jako „wynalazek Złego” (ang. an invention of the Evil One). Po bitwie w Mogadiszu w 1993 roku w wyniku przeprowadzonej analizy opracowano wytyczne Taktycznej Opieki nad Poszkodowanym w Warunkach Bojowych (TCCC), w których do szkolenia wprowadzono zakładanie stazy taktycznej. W wytycznych medycyny ratunkowej krępulec do rutynowego postępowania został wprowadzony w 2015 roku początkowo jako ostateczny sposób postępowania a w kolejnych wytycznych (2017) jako rutynowy sposób postępowania w masywnych krwawieniach. 

## Wytyczne stosowania
Zgodnie z obecnymi wytycznymi International Trauma Life Support (2017) w każdym przypadku masywnego krwawienia z kończyny trzeba rozważyć założenie krępulca, a każdym przypadku w którym nie można kontrolować krwawienia przez bezpośredni ucisk na miejsce krwawienia, należy założyć krępulec. Zaleca się stosowanie komercyjnie dostępnych opasek uciskowych. Po założeniu opaski należy na czole chorego umieścić napis OP oraz czas założenia krępulca, a także nie przykrywać krępulca opatrunkiem, gdyż w przypadku utrzymania krępulca powyżej dwóch godzin szansa uratowania kończyny znacznie maleje. Prawidłowo założony krępulec wywołuje bardzo znaczne dolegliwości bólowe i zaleca się podanie silnych analgetyków. W przypadku utrzymywania się krwotoku po założeniu krępulca, należy założyć drugi powyżej miejsca założenia pierwszego.